# Grammy-díj a legjobb rockteljesítményért

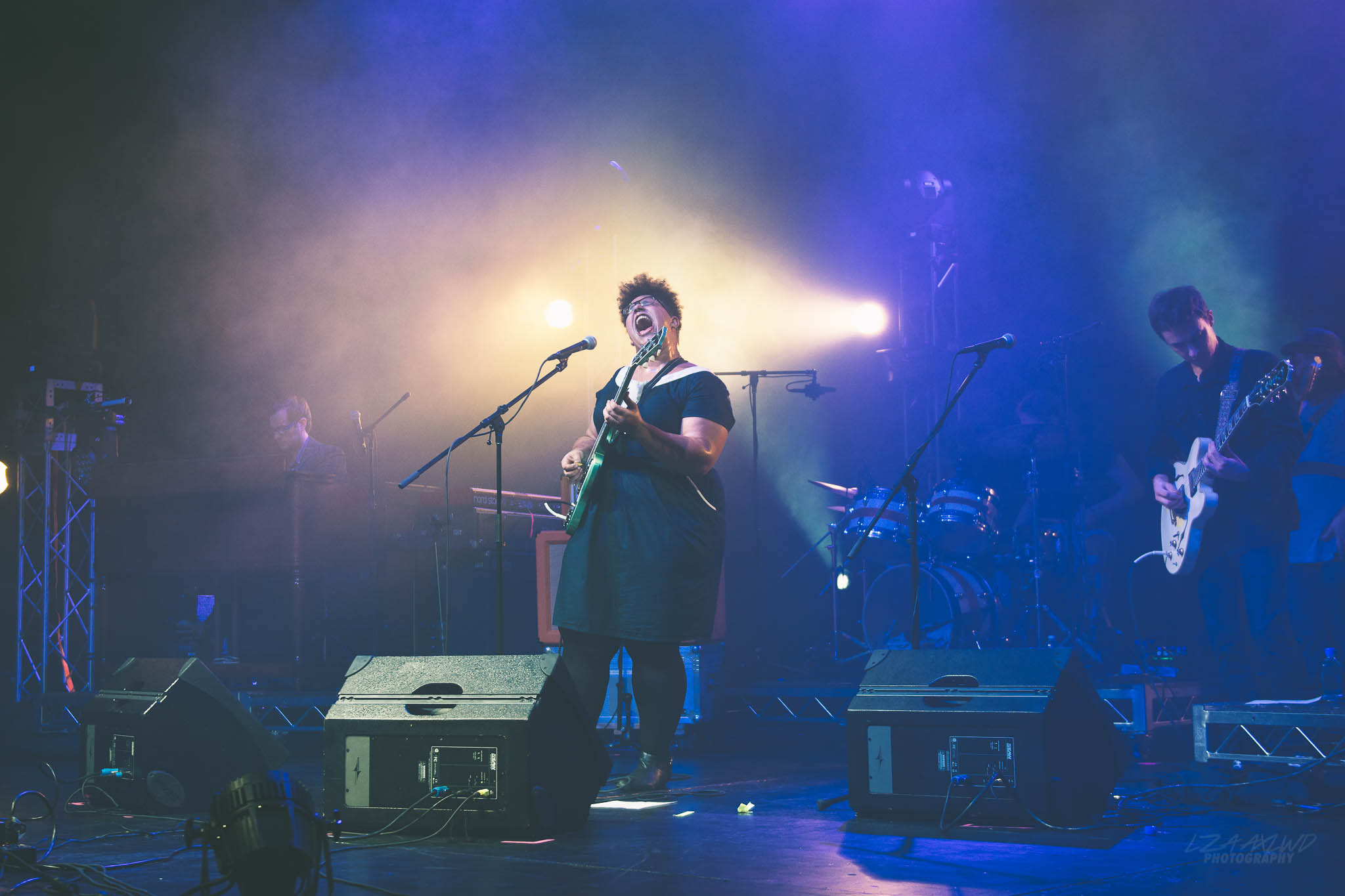
A legtöbb jelölést kapott Alabama Shakes együttes

A legjobb rockteljesítményért járó Best Rock Performance elnevezésű Grammy-díjat először 2012-ben adták át, az 54. Grammy-díjátadón.
Ebben a díjban három korábbi kategóriát, a Best Solo Rock Vocal Performance, a Best Rock Performance by a Duo or Group with Vocal és a Best Rock Instrumental Performance kategóriákat vonták össze. Az összevonás célja az volt, hogy az Akadémia csökkenteni akarta kategóriák és díjak számát, és hogy megszüntessék a különbséget a szóló, duó, illetve zenekari formációk között, tekintve „hogy a rock zenei előadók négyötöde együttes, és még a szóló előadóknak is van kísérő zenekara”.
2014-től ebbe a kategóriába sorolták be a hard rock előadásokat is, melyek korábban a Best Hard Rock Performance és Best Hard Rock/Metal Performance kategóriákban szerepeltek, amelyeket ezzel együtt megszüntettek.
A legtöbb jelölést az Alabama Shakes kapta eddig, összesen négyet, amelyből egyet megnyertek. A Best Rock Performance díját az előadó kapja, szemben a Best Rock Song kategóriával, ahol a dalszerzőket díjazzák.

## Díjazottak
| Év   | Díjazott előadó | Díjazott dal       | További jelölések | Forrás |
| ---- | --------------- | ------------------ | --- | ------ |
| 2012 | Foo Fighters    | Walk               | - Radiohead – Lotus Flower                                                                                             | [ 2 ]  |
| 2013 | The Black Keys  | Lonely Boy         | - Bruce Springsteen – We Take Care of Our Own                                                                          | [ 3 ]  |
| 2014 | Imagine Dragons | Radioactive        | - Jack White – I’m Shakin’                                                                                             | [ 4 ]  |
| 2015 | Jack White      | Lazaretto          | - The Black Keys – Fever                                                                                               | [ 5 ]  |
| 2016 | Alabama Shakes  | Don’t Wanna Fight  | - Wolf Alice – Moaning Lisa Smile                                                                                      | [ 6 ]  |
| 2017 | David Bowie     | Blackstar          | - Twenty One Pilots – Heathens                                                                                         | [ 7 ]  |
| 2018 | Leonard Cohen   | You Want It Darker | - Nothing More – Go to War                                                                                             | [ 8 ]  |
| 2019 | Chris Cornell   | When Bad Does Good | - Halestorm – Uncomfortable                                                                                            | [ 9 ]  |
| 2020 | Gary Clark Jr.  | This Land          | - Rival Sons – Too Bad                                                                                                 |        |
| 2021 | Fiona Apple     | Shameika           | - Big Thief – Not - Phoebe Bridgers – Kyoto - HAIM – The Steps - Brittany Howard – Stay High - Grace Potter – Daylight | [ 10 ] |
| 2022 | Foo Fighters    | Making a Fire      | - Deftones – Ohms | [ 11 ] |
| 2023 | Brandi Carlile  | Broken Horses      | - Turnstile – Holiday                                                                                                  | [ 12 ] |
| 2024 | Boygenius       | Not Strong Enough  | - Metallica – Lux Æterna                                                                                               |        |
| 2025 | The Beatles     | Now and Then       | - St. Vincent – Broken Man                                                                                             |        |